# Som de Caráter Urbano e de Salão
Som de Caráter Urbano e de Salão é o único álbum do grupo pernambucano Sheik Tosado, lançado em 1999. O nome é a descrição do Frevo no dicionário da língua portuguesa, e foi produzido por Carlo Bartolini (Ira!, Pavilhão 9, Paralamas, Nando Reis) e Pupillo (Nação Zumbi).

## Faixas
1. Toda Casa Tem Um Pouco De África (China / Bruno Ximarú)
2. Esquenta Barracão (China / Bruno Ximarú)
3. La Ursa (China / Bruno Ximarú)
4. Sheik Tosado (China / Bruno Ximarú)
5. Malê (China / Bruno Ximarú)
6. Hardcore Brasileiro (China / Bruno Ximarú / Hugo Carranca)
7. Repente Envenenado (China / Bruno Ximarú / Gustavo da Lua)
8. Baleia (China / Bruno Ximarú)
9. Vinheta Para Jackson (China / Bruno Ximarú)
10. Zum, Zum, Zum Pancada (China / Bruno Ximarú)